# Conspiració a l'ombra
Conspiració a l'ombra (títol original en anglès Shadow Conspiracy) és una pel·lícula estatunidenca dirigida per George Pan Cosmatos i estrenada el 1997.

## Argument
Jove conseller a la Casa Blanca, Bobby Bishop s'assabenta per un dels seus antics professors, Yuri Pochenko, que un traïdor s'ha infiltrat en el cercle del president. Però Yuri mor assassinat abans d'haver pogut revelar-li la identitat de l'home en qüestió. Bobby comença llavors una carrera contra rellotge per salvar la vida del president.

## Repartiment
- Charlie Sheen: Bobby Bishop
- Donald Sutherland: Jacob Conrad
- Linda Hamilton: Amanda Givens
- Stephen Lang: The Agent
- Ben Gazzara: Vice President Saxon
- Sam Waterston: The President
- Nicholas Turturro: Grasso
- Stanley Anderson: Fiscal General Toyanbee
- Theodore Bikel: Prof. Yuri Pochenko
- Paul Gleason: Blythe
- Terry O'Quinn: Frank Ridell
- Gore Vidal: Congressman Page
- Dey Young: Janet